# 尊誠法親王
尊誠法親王（そんせいほうしんのう、文化3年8月12日（1806年9月23日） - 文政5年6月28日（1822年8月14日））は、江戸時代後期の法親王。伏見宮貞敬親王の第四王子で、母は家女房の入江誠子。幼名は潔宮（きよのみや）。諱は忠道（ただみち）。正式な出家が親王宣下後であるため、入道親王とする表記もある。
早くから有力門跡の後継者になることが決まっていたが、円満院・勧修寺と候補の寺院が変更され、最終的に文化5年（1808年）7月になって光格天皇の意向によって一乗院の継承が決定される。文化6年（1809年）8月に光格天皇・勸修寺婧子の猶子となる。文化13年（1816年）12月23日に親王宣下を受け、翌文化14年（1817年）6月に出家したが、5年後に17歳で急死した。諡号は平等心院。